# Ущицы
Ущицы — деревня в Куньинском районе Псковской области России. Входит в состав Куньинской волости.

## География
Расположена в 13 км к западу от райцентра, пгт Кунья, на реке Кунья.

## Население
| 2001 | 2002 | 2010 |
| ---- | ---- | ---- |
| 434  | ↘413 | ↘358 |

Численность населения деревни по оценке на начало 2001 года составляла 434 жителя.

## История
С января 1995 до апреля 2015 года деревня входила в состав ныне упразднённой Ущицкой волости в качестве её административного центра.